# Kittsee
Kittsee (en eslovaco: Kopčany, en húngaro: Köpcsény, en croata: Gijeca) es una ciudad localizada en el Distrito de Neusiedl am See, estado de Burgenland, Austria.
- Datos: Q680628
- Multimedia: Kittsee / Q680628

1. ↑  Worldpostalcodes.org, código postal n.º 2421.